# 敖包沟站
敖包沟站是位于内蒙古自治区鄂尔多斯市东胜区敖包沟的一个铁路车站，邮政编码17005。车站建于1993年，有包神铁路经过该站，现仅办理货运，不办理客运业务。车站距离包头东站123公里，隶属包神铁路公司，是四等站。